# New London (Nou Hampshire)
New London és una població dels Estats Units a l'estat de Nou Hampshire. Segons el cens del 2000 tenia 4.116 habitants.

## Fills il·lustres
- William Mathews (1837-1912) fou un musicòleg.

## Demografia
Segons el cens del 2000, New London tenia 4.116 habitants, 1.574 habitatges, i 1.051 famílies. La densitat de població era de 70,6 habitants per km².
Dels 1.574 habitatges en un 19,3% hi vivien nens de menys de 18 anys, en un 60,6% hi vivien parelles casades, en un 5% dones solteres, i en un 33,2% no eren unitats familiars. En el 29,4% dels habitatges hi vivien persones soles el 18,7% de les quals corresponia a persones de 65 anys o més que vivien soles. El nombre mitjà de persones vivint en cada habitatge era de 2,16 i el nombre mitjà de persones que vivien en cada família era de 2,63.
Per edats la població es repartia de la següent manera: un 14,3% tenia menys de 18 anys, un 18,4% entre 18 i 24, un 14,5% entre 25 i 44, un 23% de 45 a 60 i un 29,8% 65 anys o més.
L'edat mediana era de 47 anys. Per cada 100 dones de 18 o més anys hi havia 73,7 homes.
La renda mediana per habitatge era de 61.520$ i la renda mediana per família de 82.201$. Els homes tenien una renda mediana de 51.506$ mentre que les dones 33.984$. La renda per capita de la població era de 37.556$. Entorn de l'1,5% de les famílies i el 2,4% de la població estaven per davall del llindar de pobresa.